# Latrecey-Ormoy-sur-Aube
Latrecey-Ormoy-sur-Aube est une commune française située dans le département de la Haute-Marne, en région Grand Est.

## Géographie
La commune est constituée des villages de Latrecey et d'Ormoy-sur-Aube distants de 4 km.
Elle est située à 25 km au sud-ouest de Chaumont, à 25 km au nord-est de Châtillon-sur-Seine et à 38 km au nord-ouest de Langres. De plus, elle confine au département de la Côte-d'Or.
| Lanty-sur-Aube    | Dinteville                        | Châteauvillain |
| Gevrolles         | Latrecey-Ormoy-sur-Aube           | Coupray        |
| Montigny-sur-Aube | Veuxhaulles-sur-Aube, Boudreville | Dancevoir      |

### Villages, hameaux, lieux-dits, écarts
L'ancien moulin -

### Hydrographie
La commune est dans la région hydrographique « la Seine de sa source au confluent de l'Oise (exclu) » au sein du bassin Seine-Normandie. Elle est drainée par l'Aube, le ruisseau d'Ormoy, divers bras de l'Aube, le Fossé 01 de Val de Clochefontaine, le Fossé 01 du Bois de Para, le Fossé 02 du Bois de Para, le ruisseau de Foiseul et le ruisseau des Saules,.
L'Aube, d'une longueur de 249 km, prend sa source dans la commune d'Auberive et se jette  dans la Seine à Marcilly-sur-Seine, après avoir traversé 82 communes. 

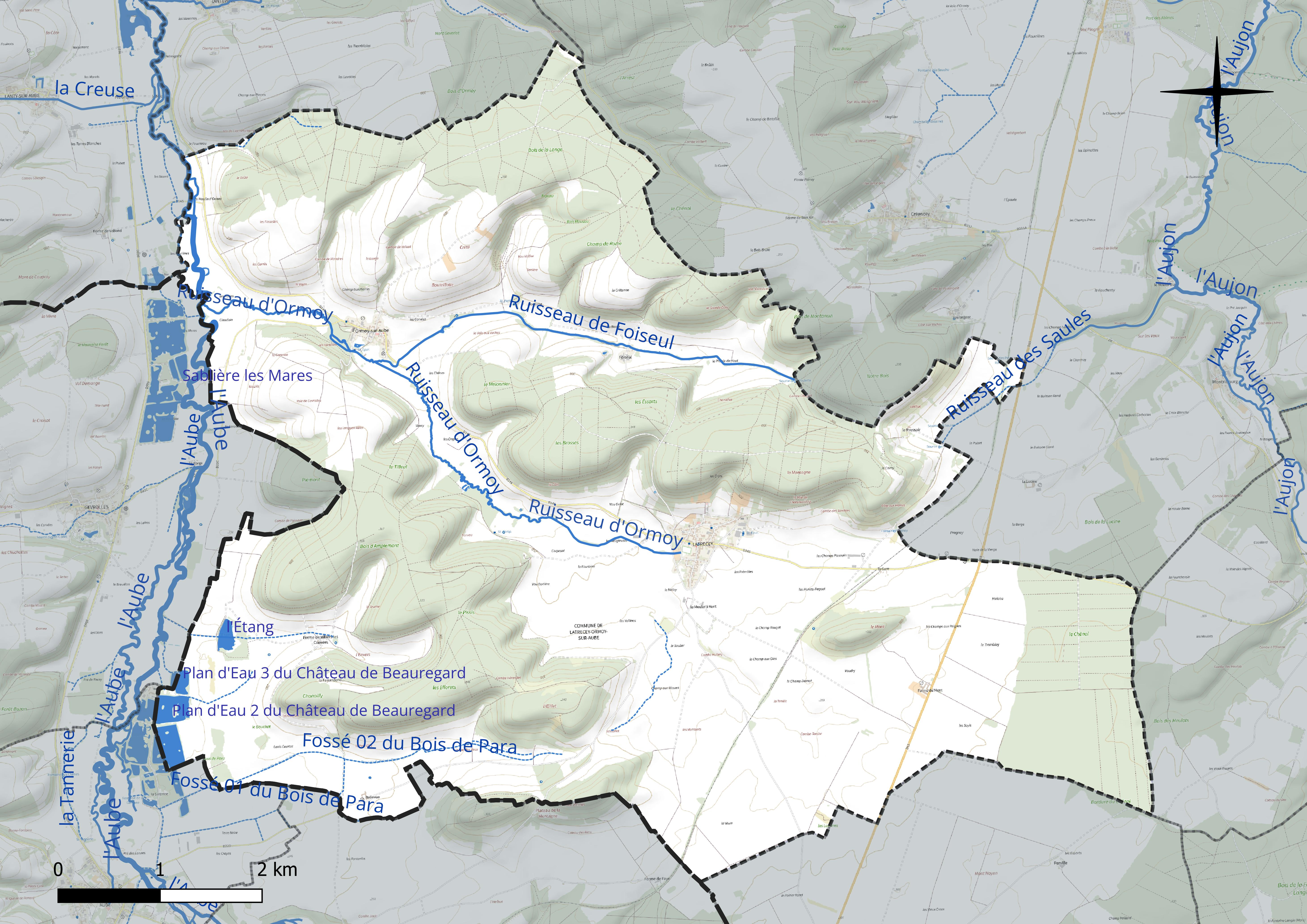
Réseau hydrographique de Latrecey-Ormoy-sur-Aube.

Trois plans d'eau complètent le réseau hydrographique : le plan d'eau 2 du Château de Beauregard (7,2 ha), le plan d'eau 3 du Château de Beauregard (2,4 ha) et l'étang (3,6 ha),.

### Climat
Pour des articles plus généraux, voir Climat du Grand Est et Climat de la Haute-Marne.
En 2010, le climat de la commune est de type climat des marges montargnardes, selon une étude du Centre national de la recherche scientifique s'appuyant sur une série de données couvrant la période 1971-2000. En 2020, Météo-France publie une typologie des climats de la France métropolitaine dans laquelle la commune est exposée à un climat océanique altéré et est dans la région climatique  Lorraine, plateau de Langres, Morvan, caractérisée par un hiver rude (1,5 °C), des vents modérés et des brouillards fréquents en automne et hiver. 
Pour la période 1971-2000, la température annuelle moyenne est de 10,3 °C, avec une amplitude thermique annuelle de 16,4 °C. Le cumul annuel moyen de précipitations est de 914 mm, avec 13,2 jours de précipitations en janvier et 9,1 jours en juillet. Pour la période 1991-2020, la température moyenne annuelle observée sur la station météorologique de Météo-France la plus proche, « Cunfin_sapc », sur la commune de Cunfin à 15 km à vol d'oiseau, est de 11,0 °C et le cumul annuel moyen de précipitations est de 900,4 mm. 
La température maximale relevée sur cette station est de 41 °C, atteinte le 31 juillet 1983 ; la température minimale est de −21 °C, atteinte le 17 janvier 1985,,. 
Les paramètres climatiques de la commune ont été estimés pour le milieu du siècle (2041-2070) selon différents scénarios d'émission de gaz à effet de serre à partir des nouvelles projections climatiques de référence DRIAS-2020. Ils sont consultables sur un site dédié publié par Météo-France en novembre 2022.

## Urbanisme

### Typologie
Au 1er janvier 2024, Latrecey-Ormoy-sur-Aube est catégorisée commune rurale à habitat dispersé, selon la nouvelle grille communale de densité à sept niveaux définie par l'Insee en 2022.
Elle est située hors unité urbaine. Par ailleurs la commune fait partie de l'aire d'attraction de Chaumont, dont elle est une commune de la couronne,. Cette aire, qui regroupe 112 communes, est catégorisée dans les aires de 50 000 à moins de 200 000 habitants,.

### Occupation des sols
L'occupation des sols de la commune, telle qu'elle ressort de la base de données européenne d’occupation biophysique des sols Corine Land Cover (CLC), est marquée par l'importance des territoires agricoles (56,5 % en 2018), une proportion sensiblement équivalente à celle de 1990 (56,6 %). La répartition détaillée en 2018 est la suivante : terres arables (49 %), forêts (42,3 %), prairies (6,4 %), zones agricoles hétérogènes (1,1 %), zones urbanisées (0,7 %), eaux continentales (0,5 %). L'évolution de l’occupation des sols de la commune et de ses infrastructures peut être observée sur les différentes représentations cartographiques du territoire : la carte de Cassini (XVIIIe siècle), la carte d'état-major (1820-1866) et les cartes ou photos aériennes de l'IGN pour la période actuelle (1950 à aujourd'hui).

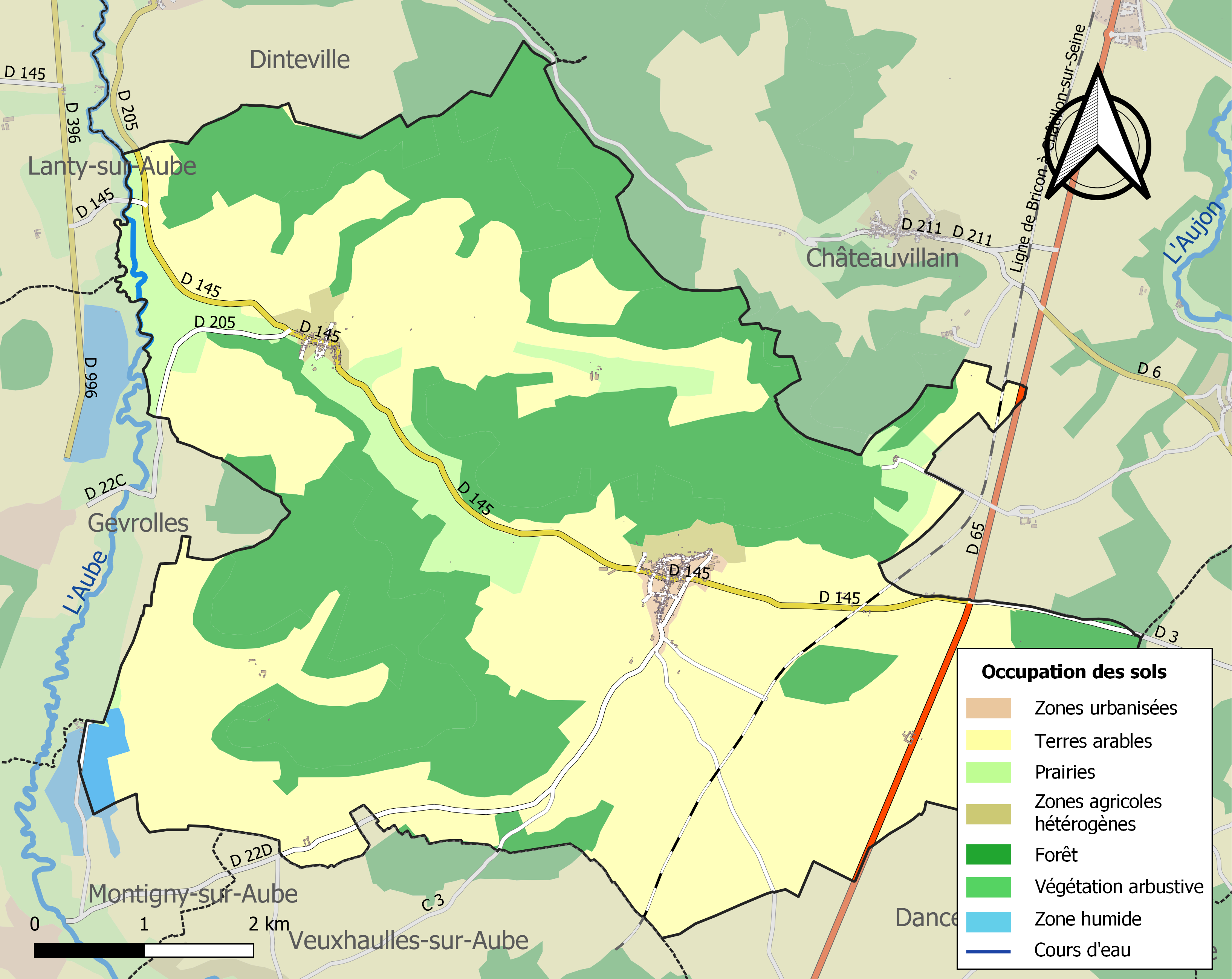
Carte des infrastructures et de l'occupation des sols de la commune en 2018 (CLC).

## Toponymie
Latrecey est attesté sous les formes Latreci (vers 1172) ; Lastreci (1204-1210) ; Latreceyum (1221) ; Latriceyum (1222) ; Latreceium (1255) ; Latrecé (1255) ; Latricé (1257) ; Laatrici (1256-1270) ; Latriceium (XIVe siècle) ; Latrecey (1459) ; La Trecey (1603).

Ormoy-sur-Aube est attesté sous les formes Ulmedum (721) ; Ulmetum, Ulmeium (vers 1172) ; Almoy, Ulmayum (1194) ; Ulmoy (1195) ; Ulmoi (vers 1200) ; Ourmoi (1249-1252) ; Ormoy (1254) ; Urmetum (1265) ; Ormetum (XIVe siècle) ; Ormoy sur Aube (1603) ; Ormoy sur Aulbe (1625).

Du latin ulmus « orme » et du suffixe collectif -etum : « ensemble d'ormes », « ormaie » ; « Lieu planté d'ormes ».
L’Aube est une rivière française, l'un des quatre plus gros affluents de la Seine, dont le cours suit une direction assez proche. Elle donne son nom à un département : l'Aube.

## Histoire
Des sépultures mérovingiennes ont été découvertes sur le territoire de la commune,, preuve d'une occupation ancienne du lieu.
En 1076, Simon de Valois fonda un prieuré à Latrecey.
Dans un acte de 1257, il est fait mention de Jean, fils du chevalier Hugues de Latrecey, ainsi que des terres d'Ormoy.
Au XIIIe siècle, le village de Latrecey faisait partie du duché de Bourgogne.
Située sur la ligne de Bricon à Châtillon-sur-Seine, la gare de Latrecey a reçu des voyageurs de 1866 à 1939.
En 1918, le village accueillit le 2nd Air Depot de l'United States Army Air Service et notamment les 55th Fighter Squadron et 840th Aero Squadron, aujourd'hui le 128th Airborne Command and Control Squadron.

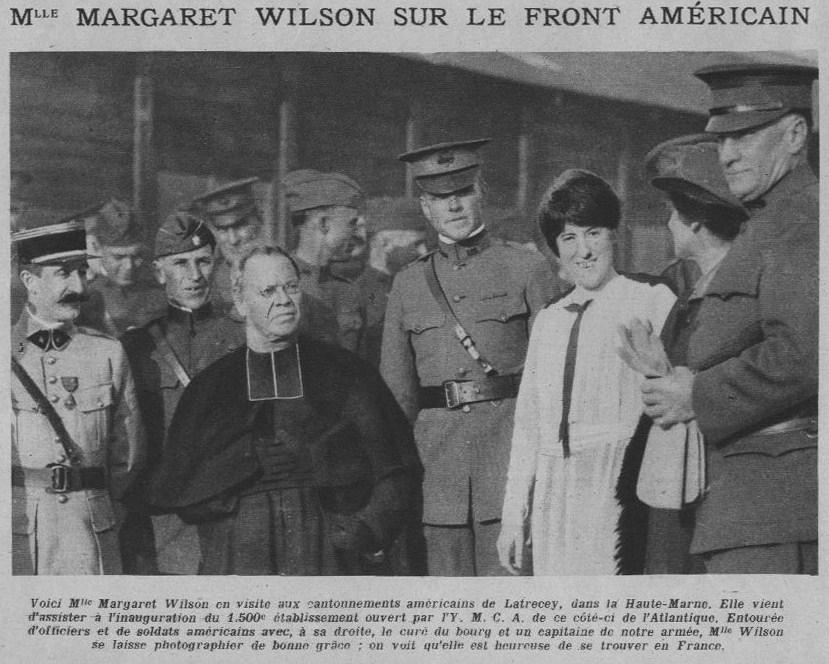
Margaret Woodrow Wilson lors de l'inauguration du YMCA de Latrecey.

Margaret Woodrow Wilson, fille du président américain Woodrow Wilson, inaugura à cette même époque une YMCA à Latrecey.
Le 1er novembre 1972, la commune de Latrecey devient Latrecey-Ormoy-sur-Aube à la suite de sa fusion-association avec celle d'Ormoy-sur-Aube.

## Politique et administration

### Sous l'Ancien Régime
Latrecey, bourg du pays de La Montagne était une paroisse du diocèse de Langres et du doyenné de Bar-sur-Aube, du bailliage et recette de Châtillon-sur-Seine, et du marquisat d'Arc-en-Barrois.

### Depuis La Révolution
| Période                                  | Période   | Identité              | Étiquette | Qualité |
| ---------------------------------------- | --------- | --------------------- | --------- | ------- |
| mars 2001                                | mars 2008 | Jean-Claude Goypiéron |           |         |
| avril 2008                               |           | Danièle Fleuriot      |           |         |
|                                          | En cours  | Philippe Cordier      |           |         |
| Les données manquantes sont à compléter. |           |                       |           |         |

## Population et société

### Démographie

#### Évolution démographique
L'évolution du nombre d'habitants est connue à travers les recensements de la population effectués dans la commune depuis 1793. Pour les communes de moins de 10 000 habitants, une enquête de recensement portant sur toute la population est réalisée tous les cinq ans, les populations de référence des années intermédiaires étant quant à elles estimées par interpolation ou extrapolation. Pour la commune, le premier recensement exhaustif entrant dans le cadre du nouveau dispositif a été réalisé en 2007.

En 2022, la commune comptait 275 habitants, en évolution de −5,17 % par rapport à 2016 (Haute-Marne : −4,62 %, France hors Mayotte : +2,11 %).
| 1793 | 1800 | 1806 | 1821 | 1831 | 1836 | 1841 | 1846 | 1851 |
| ---- | ---- | ---- | ---- | ---- | ---- | ---- | ---- | ---- |
| 948  | 937  | 936  | 857  | 854  | 868  | 915  | 938  | 914  |

| 1856 | 1861 | 1866 | 1872 | 1876 | 1881 | 1886 | 1891 | 1896 |
| ---- | ---- | ---- | ---- | ---- | ---- | ---- | ---- | ---- |
| 707  | 771  | 745  | 716  | 703  | 698  | 687  | 685  | 622  |

| 1901 | 1906 | 1911 | 1921 | 1926 | 1931 | 1936 | 1946 | 1954 |
| ---- | ---- | ---- | ---- | ---- | ---- | ---- | ---- | ---- |
| 593  | 545  | 484  | 435  | 441  | 454  | 480  | 405  | 469  |

| 1962 | 1968 | 1975 | 1982 | 1990 | 1999 | 2006 | 2007 | 2012 |
| ---- | ---- | ---- | ---- | ---- | ---- | ---- | ---- | ---- |
| 401  | 389  | 436  | 392  | 371  | 339  | 336  | 335  | 286  |

| 2017 | 2022 | - | - | - | - | - | - | - |
| ---- | ---- | - | - | - | - | - | - | - |
| 295  | 275  | - | - | - | - | - | - | - |

## Lieux et monuments
- Église du XVIIIe siècle inscrite monument historique en 1990[31].
- Une partie du territoire de la commune est classé comme site d'importance communautaire par le Réseau Natura 2000[32]. Ce classement est dû à la présence de nombreuses espèces d'orchidées sauvages.
- Lanterne des morts surmontant une chapelle funéraire du XIXe siècle.
- Plusieurs lavoirs de différentes époques.

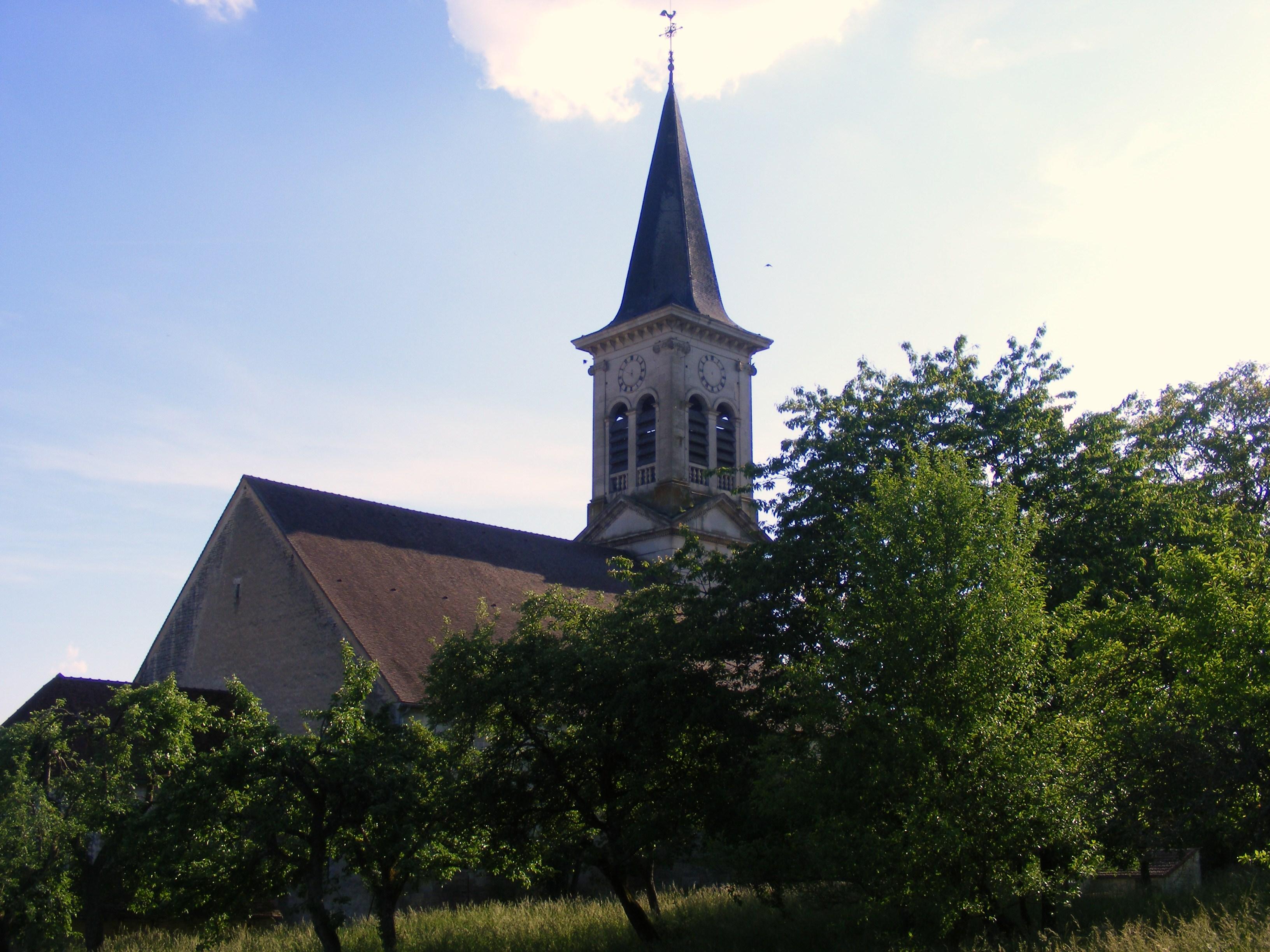
L'église.
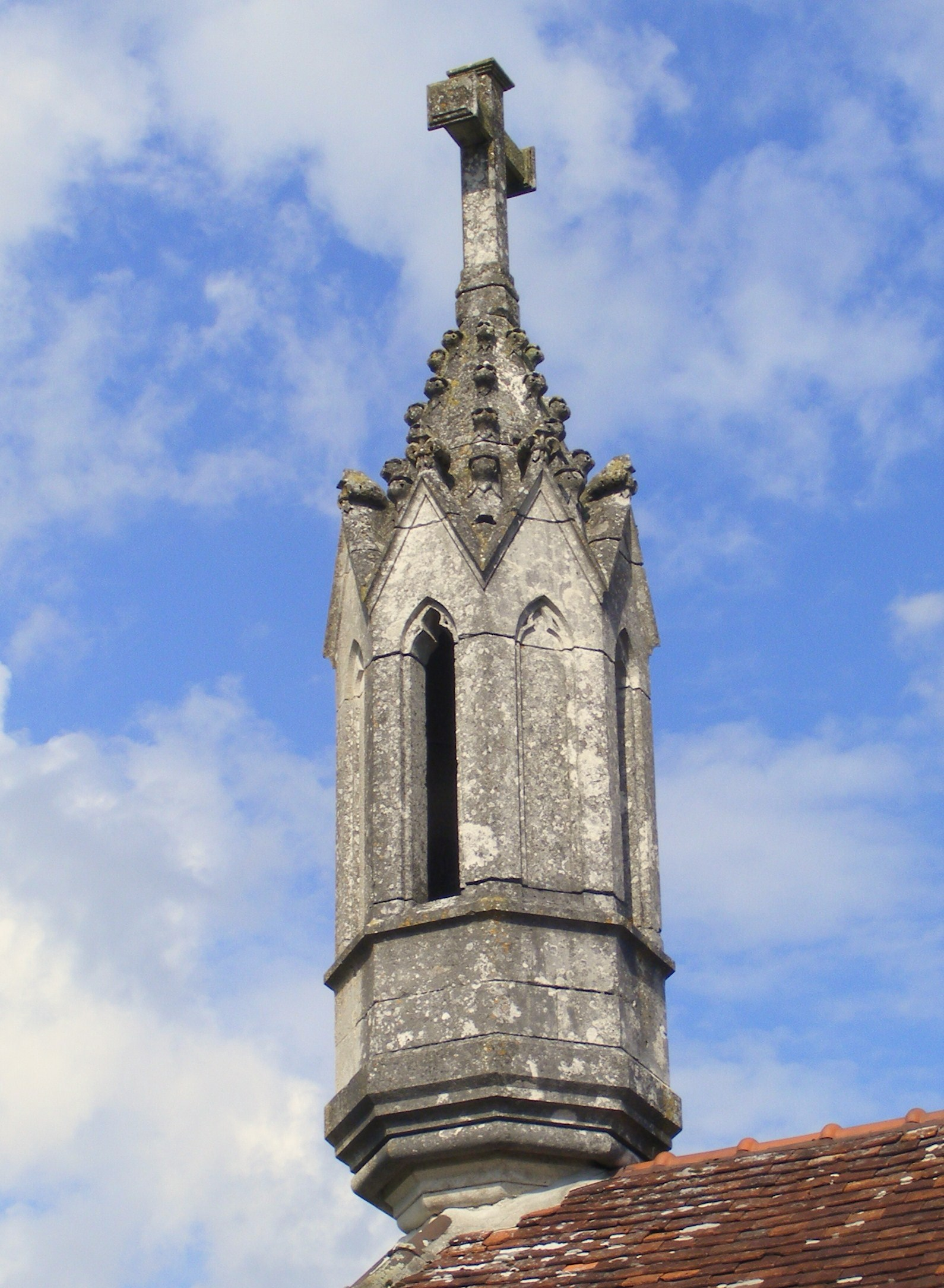
La lanterne des morts.

## Personnalités liées à la commune
- Joseph-Mathias Noirot (1793-1880), prêtre et professeur de philosophie, « académicien libre » à l'académie des sciences, belles-lettres et arts de Lyon.
- Général Henri de Montangon (1846-1919), commandeur de la Légion d'honneur, natif le 2 février 1846 de Latrecey-Ormois-sur-Aube.
- Alexandre Roger Bretillon, as de l'aviation française de la Première Guerre mondiale, décoré de la Légion d'honneur, décédé à Latrecey en 1978[33].